# Hoogelande
Hoogelande est une ancienne commune néerlandaise et un hameau de la province de la Zélande.
Commune éphémère composée du seul hameau de Hoogelande, elle fut supprimée dès le 1er janvier 1816, en même temps que Grijpskerke en Poppendamme et Buttinge en Zandvoort, qui formèrent ensemble la commune de Grijpskerke.
Sur la carte ci-contre, Hoogelande est situé dans le sud-ouest de la commune de Grijpskerke. De nos jours, c'est un petit hameau de quelques maisons seulement, situé dans la commune de Veere.

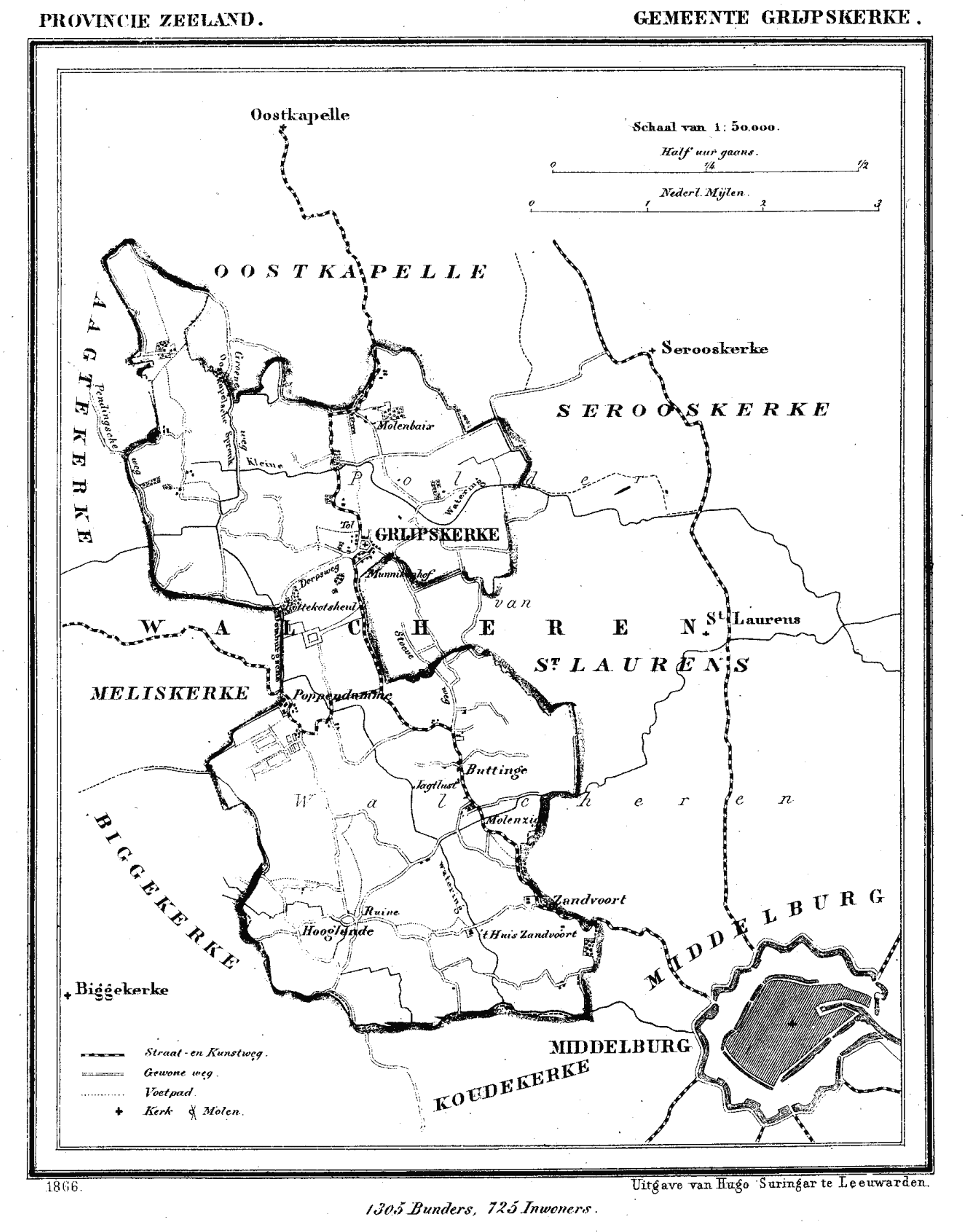
Grijpskerke en 1866